# 茅氏之战
茅氏之战，公元前547年（周灵王二十五年，鲁襄公二十六年，晋平公十一年，卫殇公十二年），卫国攻打晋国的作战。
前559年，卫国的卿孙林父、宁喜把卫献公驱逐出境，拥立公孙剽为卫殇公，卫献公逃到齐国。前548年，卫献公回到卫国的夷狄（今山东省聊城市西南）。前547年二月，宁喜弑卫殇公，拥立卫献公复位，孙林父在封地戚（今河南省濮阳市东北）对抗卫献公。卫献公派军侵袭戚地的东部边境，孙林父向晋国求援，晋国派兵戍守茅氏（今河南省濮阳市东北），卫献公派殖绰进攻茅氏杀了晋国守兵三百个人。孙蒯追赶殖绰，在圉地将其击败，雍鉏俘虏了殖绰。孙氏再次向晋国求援。晋国为了孙氏的缘故，召集诸侯，准备讨伐卫国。六月，鲁襄公和晋国赵武、宋国向戌、郑国良霄、曹国人在澶渊会见，以讨伐卫国，划正戚地的疆界。占领了卫国西部边境懿氏六十邑给了孙氏。卫献公参加了会见，晋国拘捕了宁喜、北宫遗，让女齐带他们先回。卫献公至晋国，被关在士弱家里。